# 甫吉島尹善道園林
甫吉島尹善道園林（ポギルト・ユンソンドえんりん）は、大韓民国の名勝第34号に指定された文化財で、朝鮮時代の文臣、詩人、学者である尹善道が余生を送った故居である。 全羅南道莞島郡甫吉面芙黄里に位置している。 1992年1月11日、大韓民国の史跡第368号に指定されていたが、2008年1月8日に史跡指定解除され、大韓民国の名勝第34号に指定された。

## 概要
甫吉島尹善道園林は、朝鮮時代の代表的な庭園様式をしている。 尹善道が丙子胡乱によって済州島に向かう途中ここの絶景に魅了され、とどまることになり、『漁父四時詞』などの漢詩をここで創作した。 楽書斎は東から西へ並べる小さな三軒の瓦葺きの家で、尹善道が朱子学を研究した場所である。楽書斎の向こう側の山の中腹の絶壁には洞天石室という小さな東屋がある。 洗然池と回水潭の間にある洗然亭という東屋の中央に洗然池、東側に湖光楼、南側に楽飢欄、西側には同華閣と七岩軒の扁額が掛かっている。

## 庭園
庭園は大きく三つの区域で構成されている。
楽書斎は書室を備えた北向きの住む家で、横に朗吟渓という小川が流れていて朗吟渓の両岸に曲水堂と無憫堂の二つの建物がある。そばには広く四角い池がある。
洞天石室は休息と読書のため、天下の名山景勝で神仙が住んでいるところを「洞天福地」と言ったことから名付けられたところで、この地域で最も高いところだ。 

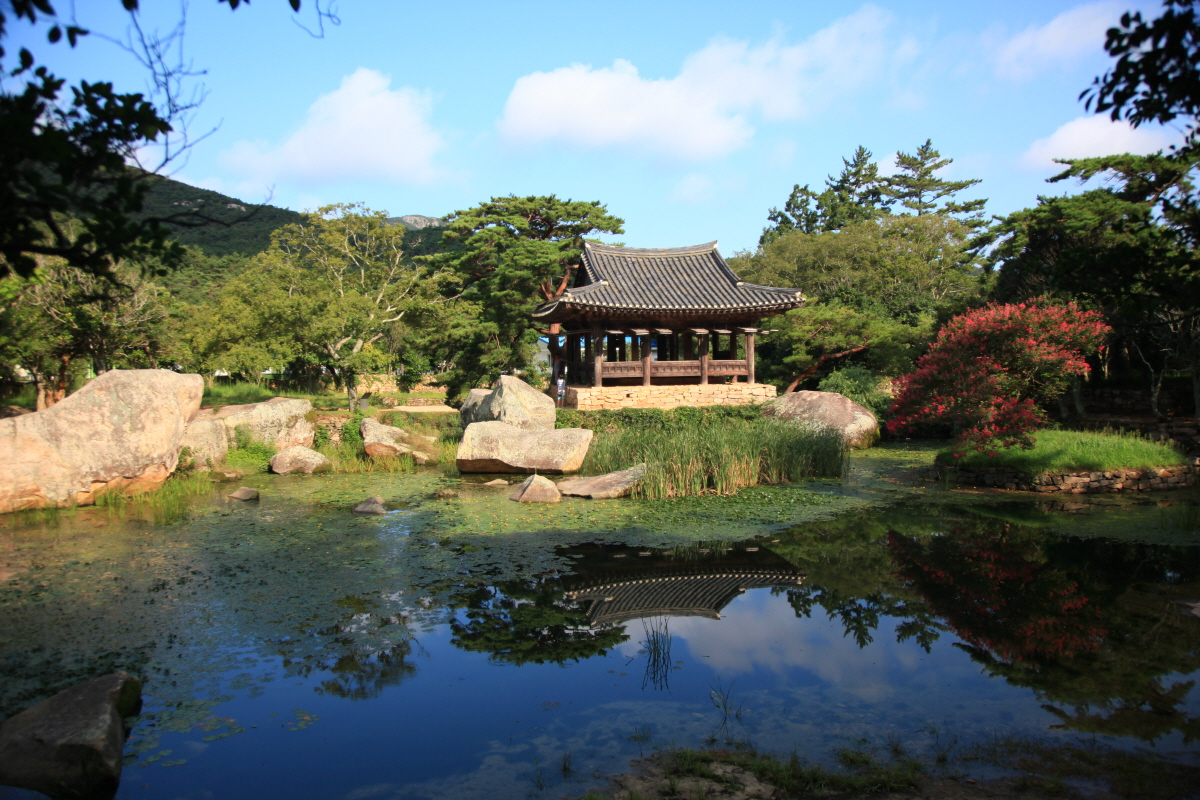
洗然亭

洗然亭付近はこの庭園でも最も力を入れて作られたところで、海辺にすぐ隣接した洞口に人工の水路を造成する際、池を作って亭と台を成し景観を楽しむようにした。池は曲池と方池で構成される。洞口から流れ出す川を石でできた堰で塞いで作った曲池には大きな岩を点々と露出させる。四角い方池には島があり、その島に松一本を植えた。方池の東側の岸辺には石でできた二つの台（東台と西台）があるが、そこは踊り子が踊って楽士が音楽を鳴らした場所だ。方池の南側に低い丘があり、洗然亭はこの丘の上に建つ。